# De Hypotheker
De Hypotheker is een Nederlandse intermediair op het gebied van hypotheken. Het is onderdeel van Blauwtrust Groep dat grotendeels in handen is van het Franse BlackFin Capital Partners.

## Organisatie

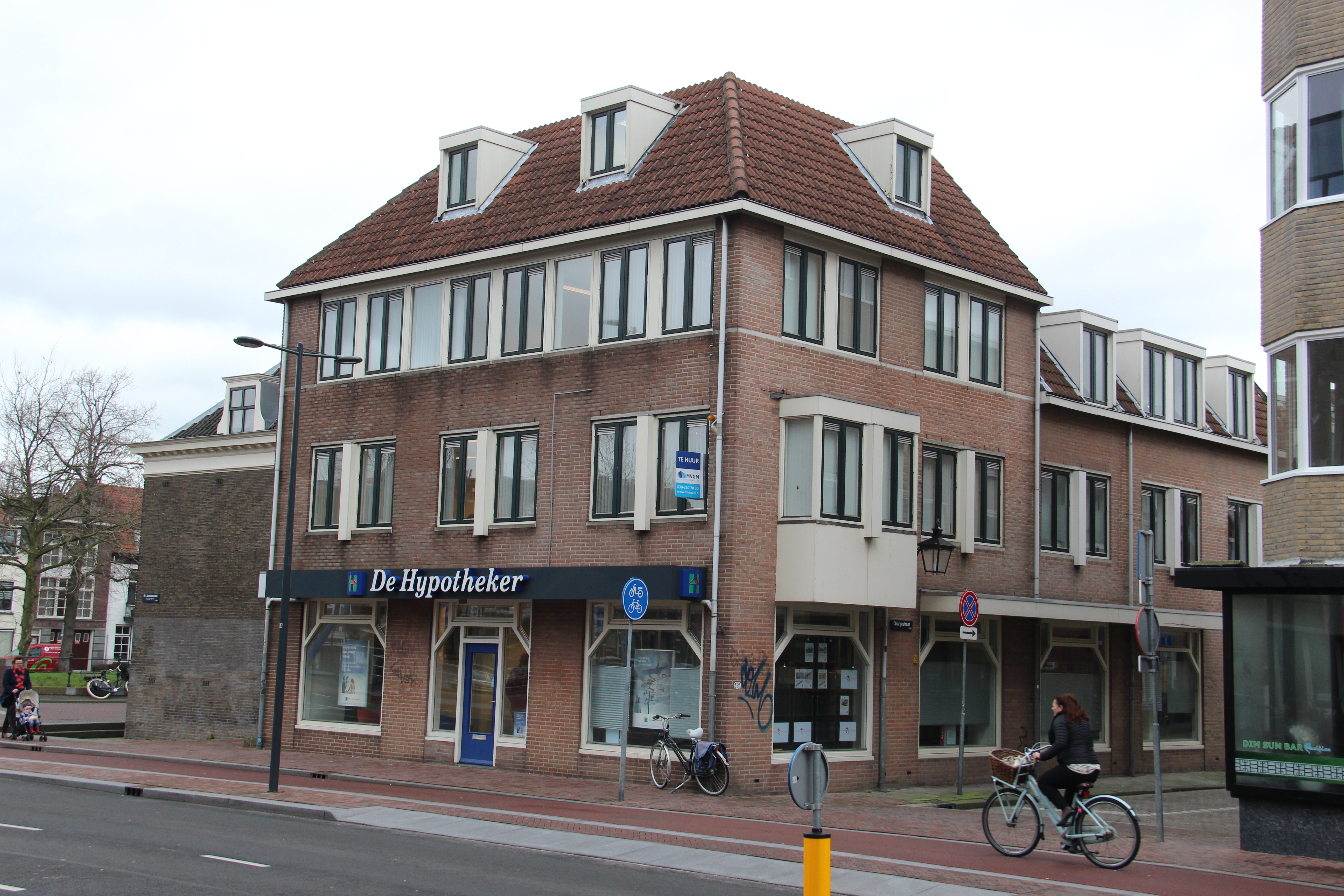
Vestiging De Hypotheker in Utrecht.

De Hypotheker bemiddelt tussen klanten en aanbieders van financiële producten op het gebied van hypotheken en financiële adviezen. Aanbieders van deze producten zijn financiële instellingen.
De franchiseketen heeft 170 vestigingen verspreid door heel Nederland. De onderneming bestaat in 2010 25 jaar en heeft aan 500.000 klanten hypotheekadvies en financieel advies gegeven. 

## Historie
De organisatie is voortgekomen uit Eurowoningen, een dochter van vastgoedonderneming Blauwhoed in Rotterdam. Om de keuze uit de hypotheekaanbiedingen voor particulieren te vergemakkelijken, besloot men bij de advisering gebruik te gaan maken van een speciaal computerprogramma. Deze aanpak sloeg aan bij de klanten van Eurowoningen, en daarna besloot men deze diensten ook te verkopen aan andere potentiële huizenkopers.
In 1985 opende de eerste vestiging in Zwolle onder de naam 'Hypover'. Eind 1985 besloot men tot de opzet van een landelijke keten van hypotheekspeciaalzaken waarbij gekozen werd voor de methode van franchising. Er werd gekozen voor de naam 'De Hypotheker'. Eind 1986 telde De Hypotheker twaalf franchisenemers, eind 1988 waren dat er 42 en in 2009 waren het er 103.